# Moorfrosch
Der Moorfrosch (Rana arvalis) gehört innerhalb der Ordnung der Froschlurche zur Familie der Echten Frösche und ebenso zur Gattung der Echten Frösche. Außerdem fasst man ihn nach Aussehen und Lebensweise mit anderen Arten (vergleiche: Grasfrosch, Springfrosch) zu den sogenannten Braunfröschen zusammen. Für 2025 wurde der Moorfrosch zum „Lurch des Jahres“ erklärt.

## Merkmale
Es handelt sich um einen recht schlanken, zierlichen Braunfrosch mit zugespitzter Schnauze. Die Pupillen stehen waagerecht, das Trommelfell ist deutlich sichtbar innerhalb des Schläfenflecks, aber recht klein (Größe etwa 2/3 des Augendurchmessers) und weit vom Auge entfernt. Der Fersenhöcker ist im Gegensatz zum manchmal ähnlich aussehenden Grasfrosch hoch gewölbt und fest.
Die Kopf-Rumpf-Länge der Männchen und Weibchen reicht von 5 bis 6, ausnahmsweise bis 8 Zentimeter. Die Oberseite ist hell- bis dunkelbraun, es treten aber auch rötlichbraun gefärbte sowie stark schwarz gefleckte Tiere auf. Der braunfroschtypische Schläfenfleck hinter dem Auge ist dunkelbraun. Über die Rückenmitte läuft oft ein breites, helles Längsband, das dunkel gesäumt ist; dieses kann aber auch fehlen. Die Drüsenleisten auf dem Rücken sind oft weiß gerandet und deutlich ausgeprägt. Die Flanken sind zum Teil auffällig schwarz marmoriert. Der Moorfrosch wirkt daher insgesamt vergleichsweise lebhaft gezeichnet; die Variationsbreite ist dabei individuell sehr groß. Erst durch eine Kombination mehrerer Bestimmungsmerkmale ist manchmal eine sichere Abgrenzung von anderen Braunfroscharten möglich. Die Bauchseite ist weißlich und meist ungefleckt.

### Blaufärbung der Männchen

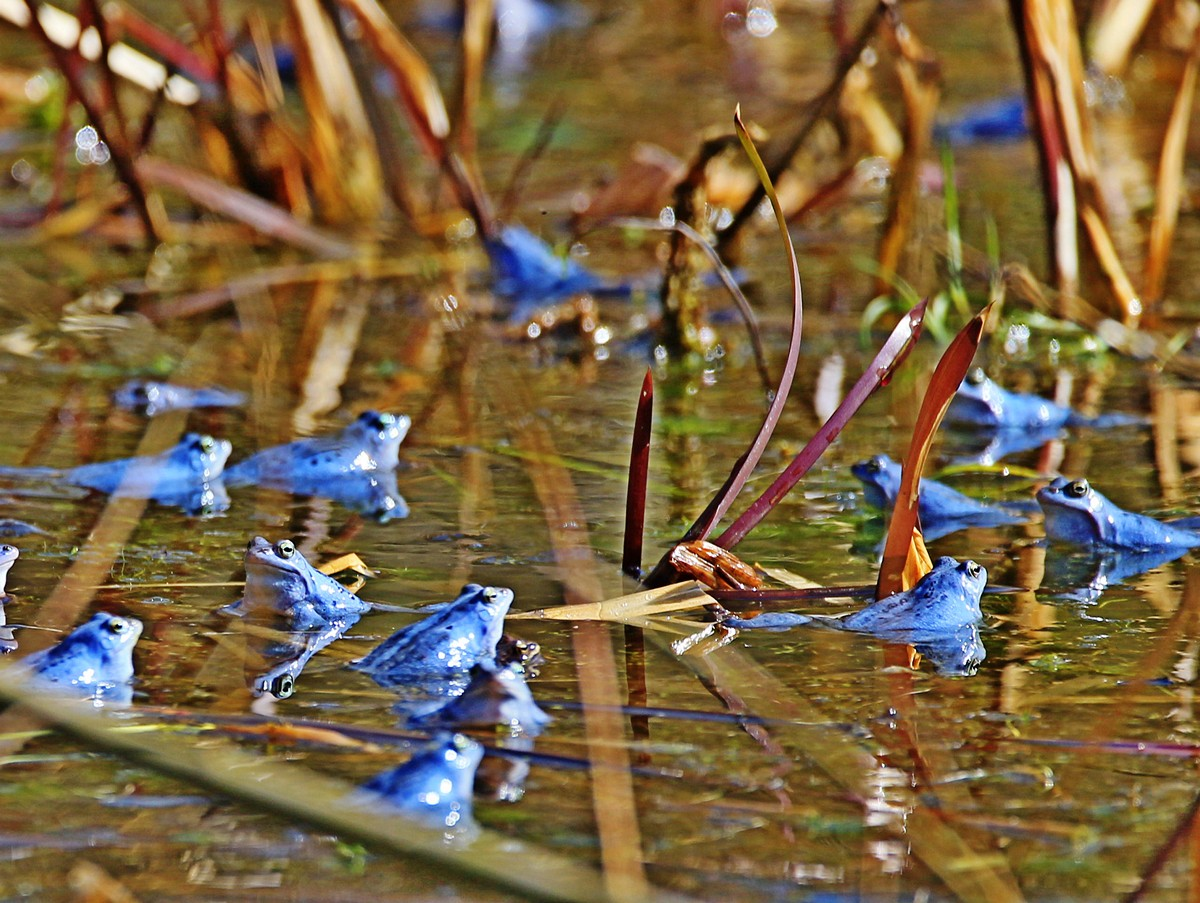
Die intensive Blaufärbung der Männchen zur Laichzeit ist nicht überall und auch nur an wenigen Tagen zu beobachten

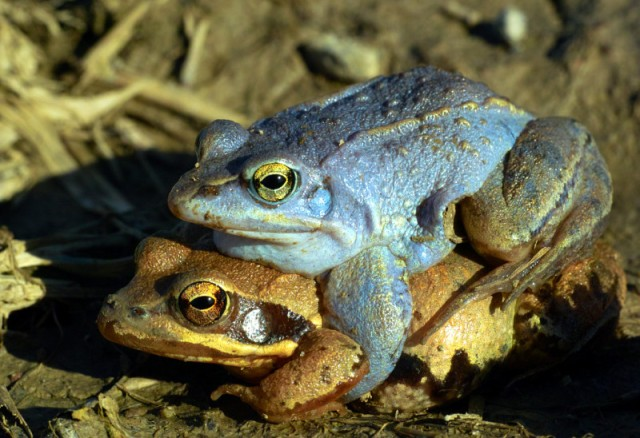
Moorfroschpaar in Amplexus (beachte neben der Färbung auch die viel kräftigeren Arme des Männchens)

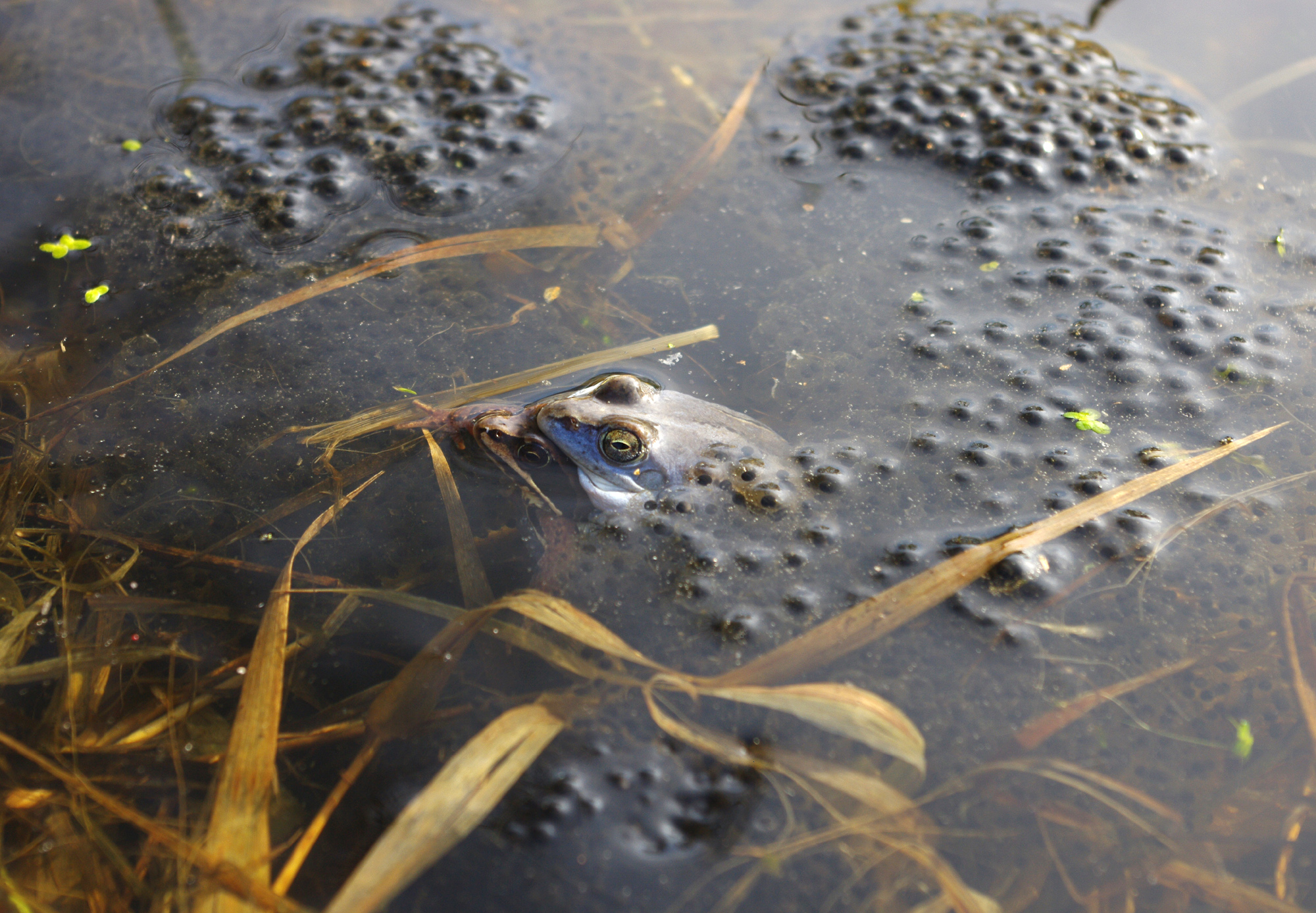
Moorfroschpaar zwischen Laich von Artgenossen

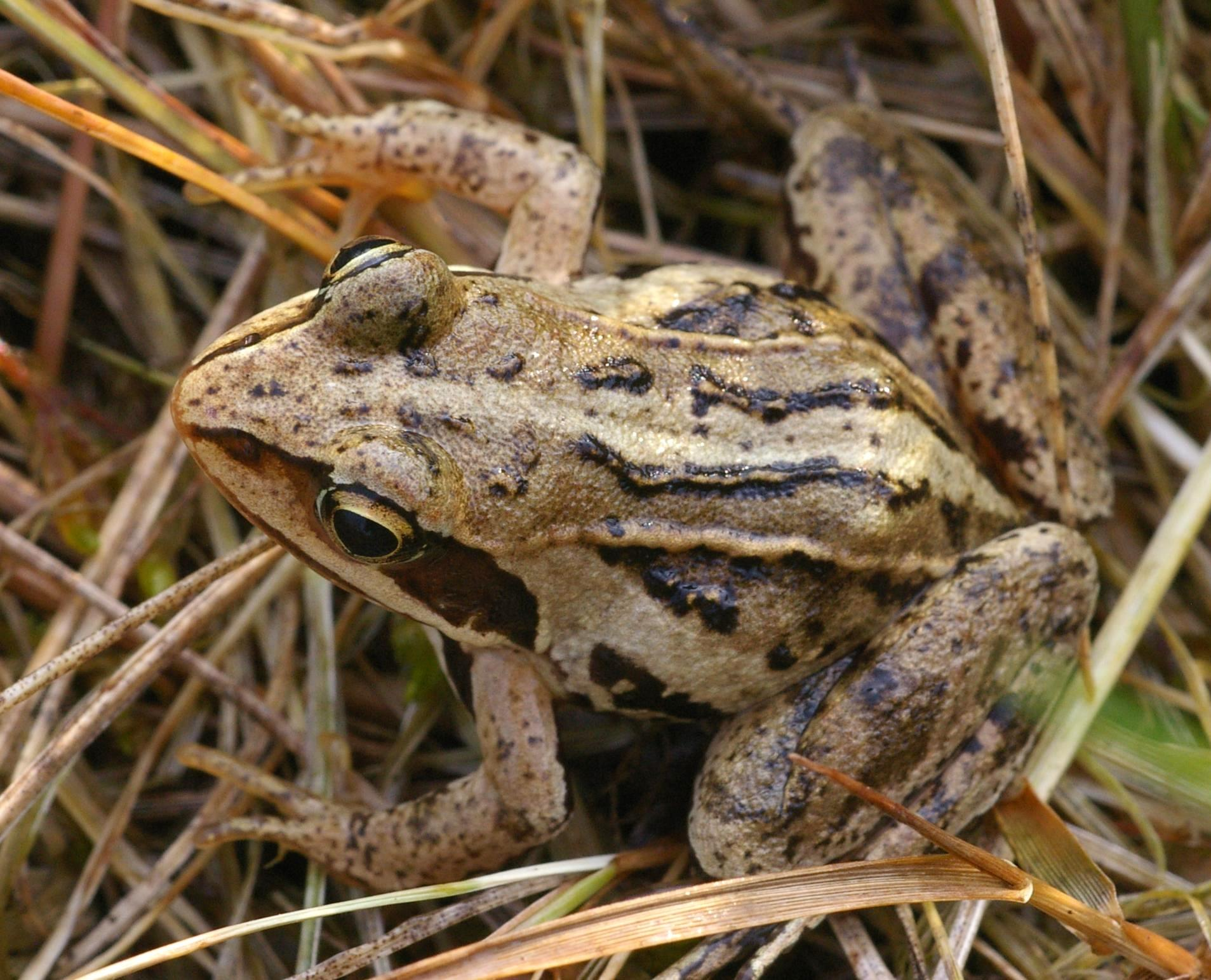
Einjähriges, halbwüchsiges Tier

Während des Höhepunktes der Paarungszeit kann die Haut der Männchen durch spektrale Reflexionen bläulich-violett bis intensiv himmelblau erscheinen – entweder nur an einigen Körperpartien wie um das Trommelfell und an den Flanken oder auch an der gesamten Oberseite einschließlich der Extremitäten. Damit besteht beim Moorfrosch ein saisonaler Geschlechtsdimorphismus hinsichtlich der Färbung, wie er bei europäischen Froschlurchen sonst kaum beobachtet wird. Welche Faktoren diese Umfärbung und ihre Intensität verursachen, ist nicht im Einzelnen geklärt. Umgebungsbedingungen wie die Region, das einzelne Biotop, die Witterung, der saisonale Fortschritt (Jahreszeit) oder auch die Bestandsdichte innerhalb der Laichgesellschaft scheinen eine Rolle zu spielen. Bei der Anwanderung in das Laichgewässer sind die Tiere in der Regel noch braun gefärbt. Erst mit zunehmenden Balzaktivitäten im Gewässer ist eine sukzessive stärker werdende Blauverfärbung bei den Männchen zu erkennen, die individuell meist nur wenige Tage andauert. Welche Funktion der Farbwechsel hat, ist ebenfalls nicht eindeutig bekannt. Es könnte sich um ein visuelles Signal gegenüber den Weibchen oder auch gegenüber konkurrierenden Männchen handeln.

## Fortpflanzung
Der Paarungsruf der Männchen ist ein leises Glucksen wie „uog ...uog ... uog...“ – ähnlich dem Blubbern entweichender Luft aus einer unter Wasser getauchten, leeren Flasche. Normalerweise versammeln sich die Tiere an bestimmten Stellen im Flachwasser und bilden gemeinsame Rufchöre und Laichgesellschaften. In Mitteleuropa liegt die Hauptruf- und Laichzeit meistens in der dritten Märzdekade oder der ersten Aprildekade, bei sehr langen Winterverläufen auch noch später im April. Die Rufe sind sowohl tagsüber (vor allem bei Sonnenschein) als auch nachts zu hören.
Die Laichballen mit je etwa 500 bis 2000 Eiern ähneln denen des Grasfrosches, sind aber im Durchschnitt kleiner hinsichtlich Eidurchmesser, Gallertschichtdicke und Klumpengröße. Die Eier sind oberseits dunkel- bis graubraun gefärbt, unterseits weisen sie einen größeren, nicht scharf begrenzten hellen Polfleck auf. Der Eidurchmesser beträgt 1,5 bis zwei Millimeter. Jedes Weibchen bringt pro Saison wohl nur einen Laichballen hervor; die Zahl der Eier darin ist abhängig vom Lebensalter und der körperlichen Verfassung des Weibchens. Der Laich ist auch für Fachleute nicht in jedem Fall sicher von dem anderer Braunfroscharten zu unterscheiden.
Der Ruderschwanz der älteren Kaulquappen ist etwa anderthalbmal so lang wie der Rumpf und endet spitz. Ihre Gesamtlänge beträgt maximal 45 Millimeter. Nach etwa dreimonatiger Entwicklungszeit erfolgt die Metamorphose zum Landtier.

## Lebensraum und Verbreitung

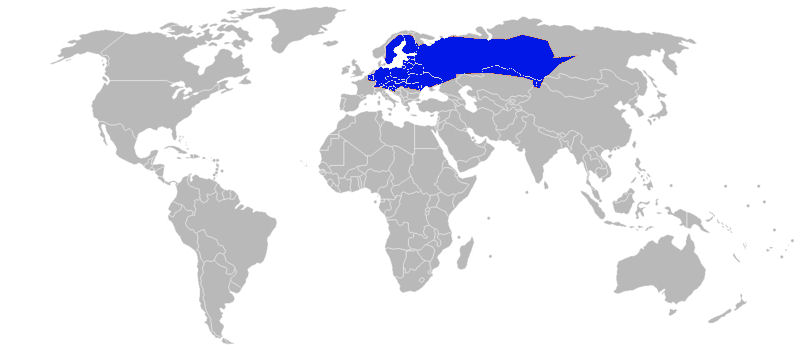
Verbreitungskarte gemäß [ IUCN-Daten

Der Moorfrosch besiedelt bevorzugt Lebensräume mit hohem Grundwasserstand oder periodischer Überschwemmungsdynamik, vor allem Niedermoore, Bruchwälder, sumpfiges Extensivgrünland, Nasswiesen sowie Weichholzauen der größeren Flüsse, Hoch- und Zwischenmoore. Dort befinden sich auch seine Laichgewässer, die sich durch Sonnenexposition und teilweise Verkrautung mit Seggen-, Binsen- und Wollgrasrieden oder Flutrasen auszeichnen. Zur Überwinterung werden unter anderem Gehölzbiotope aufgesucht.
Die Verbreitung der Nominatform Rana arvalis arvalis reicht vom westlichen Mitteleuropa (Niederlande, Deutschland) über Polen, das Baltikum und den europäischen Teil Russlands bis weit nach Sibirien (etwa bis zum Baikalsee). Auch nördlichere Teile Skandinaviens, Kareliens sowie der Halbinsel Kola werden besiedelt. Daneben wird eine weitere Unterart differenziert, die in Südpolen, der Slowakei, im südöstlichen Österreich (in diesem Land sind beide Formen vertreten), in Ungarn, Slowenien, Nordserbien, Rumänien, Moldawien und der Ukraine vorkommt: der Balkan-Moorfrosch (Rana arvalis wolterstorffi). Neuerdings wird die Berechtigung dieses Unterart-Status angezweifelt.
Innerhalb Deutschlands liegen die Verbreitungsschwerpunkte des Moorfrosches im Nord- und Ostteil, insbesondere im Nordostdeutschen Tiefland. In Mittel-, West- und Süddeutschland ist er nur sehr lückig vertreten; in diesen Regionen ist die Art vielfach stark gefährdet oder sogar vom Aussterben bedroht.

## Gefährdung und Schutz
Der auf permanent nasse Biotope angewiesene Moorfrosch leidet besonders unter der großräumigen Trockenlegung und Kultivierung von Mooren und anderen Feuchtgebieten. In von Natur aus schwach gepufferten Laichgewässern innerhalb von Mooren kann „saurer Regen“ zu einem Absinken des pH-Wertes unter einen kritischen Bereich (etwa <4,5) zu Verpilzung und Absterben des Laiches führen. Intensive Landwirtschaft und auch Straßenverkehr bedingen eine Verinselung der Populationen. Im Zuge der Klimakrise mit verstärkten Dürreereignissen geraten Bestände dieser Art besonders unter Druck. 
Gesetzlicher Schutzstatus (Auswahl)
- Fauna-Flora-Habitat-Richtlinie (FFH-RL): Anhang IV (streng zu schützende Art)
- Bundesnaturschutzgesetz (BNatSchG): streng geschützt

Nationale Rote Liste-Einstufungen (Auswahl)
- Rote Liste Bundesrepublik Deutschland: 3 – gefährdet
- Rote Liste Österreichs: VU (entspricht: gefährdet)
- Rote Liste der Schweiz: DD (Datenlage defizitär; vermutlich ist die Art hier ausgestorben)